# Hipposideros grandis
Hipposideros grandis (Allen, 1936) è un pipistrello della famiglia degli Ipposideridi diffuso nell'Ecozona orientale.

## Descrizione

### Dimensioni
Pipistrello di medie dimensioni, con la lunghezza della testa e del corpo tra 60 e 80 mm, la lunghezza dell'avambraccio tra 52 e 65 mm, la lunghezza della coda tra 30 e 45 mm, la lunghezza del piede tra 10 e 15 mm, la lunghezza delle orecchie tra 20 e 23 mm.

### Aspetto
Le parti dorsali sono marroni scure o bruno-rossastre con la base dei peli grigiastra, mentre le parti ventrali sono marroni chiare. Le orecchie sono marroni, grandi, larghe, triangolari e con una concavità sul bordo posteriore appena sotto la punta. La foglia nasale presenta una porzione anteriore con un incavo al centro del bordo inferiore e tre fogliette supplementari su ogni lato, un setto nasale leggermente rigonfio, una porzione posteriore di dimensioni moderate, con il margine superiore semi-circolare e tre setti che la dividono in quattro celle. Una sacca frontale è presente in entrambi i sessi. Le membrane alari sono marroni. La coda è lunga e si estende leggermente oltre l'ampio uropatagio.

## Biologia

### Alimentazione
Si nutre di insetti.

## Distribuzione e habitat
Questa specie è diffusa nella provincia cinese meridionale dello Yunnan, Myanmar; Thailandia e Vietnam settentrionali. Probabilmente è presente anche nel Laos.

## Conservazione
La IUCN Red List, considerati i dubbi tassonomici e i limiti dell'areale sconosciuti, classifica H.grandis come specie con dati insufficienti (DD).